# The Road to Hell (пісня)
«The Road to Hell» — сингл Кріса Рі, який увійшов до однойменного альбому. Найвідоміший з творів Рі у Великій Британії, що досягнув 10-го місця в UK Singles Chart.

## Чарти
| Чарт (1989–1990)                                           | Позиція |
| ---------------------------------------------------------- | ------- |
| Australia (ARIA)                                           | 78      |
| Австрія (Ö3 Austria Top 75)                                | 6       |
| Бельгія (Ultratop Flanders)                                | 35      |
| Canada Top Singles (RPM)                                   | 32      |
| Europe (Eurochart Hot 100)                                 | 30      |
| Франція (SNEP)                                             | 30      |
| Ірландія (IRMA)                                            | 11      |
| Велика Британія (UK Singles Chart)                         | 10      |
| США (Mainstream Rock) (Billboard)                          | 11      |
| Федеративна Республіка Німеччина (Чарти GfK Entertainment) | 35      |

| Чарт (2013)         | Позиція |
| ------------------- | ------- |
| Slovenia (SloTop50) | 44      |

| Чарт (2015)                     | Позиція |
| ------------------------------- | ------- |
| Польща (Polish Airplay Top 100) | 100     |

| Чарт (2018)         | Позиція |
| ------------------- | ------- |
| Slovenia (SloTop50) | 49      |